# 威廉·隆巴帝
威廉·詹姆斯·隆巴帝（William James Lombardy，1937年12月4日—2017年10月13日），美国国际象棋棋手、国际象棋理论家。1960年获国际象棋特级大师称号。
隆巴帝是1950、1960年代美国最杰出的棋手之一，曾担任过鲍比·菲舍尔的教练。1960年，他带领美国队夺得在列宁格勒举行的世界国际象棋学生团体锦标赛冠军。他还是1957年世界青年冠军，并且是该赛事历史上唯一以满分夺冠的棋手。
2017年10月13日週五，隆巴帝因突發性心肌梗死，於馬丁尼茲的好友拉斐爾·帕爾米耶里（Ralph Palmieri）家中過世。